# Żyły głębokie kończyny dolnej

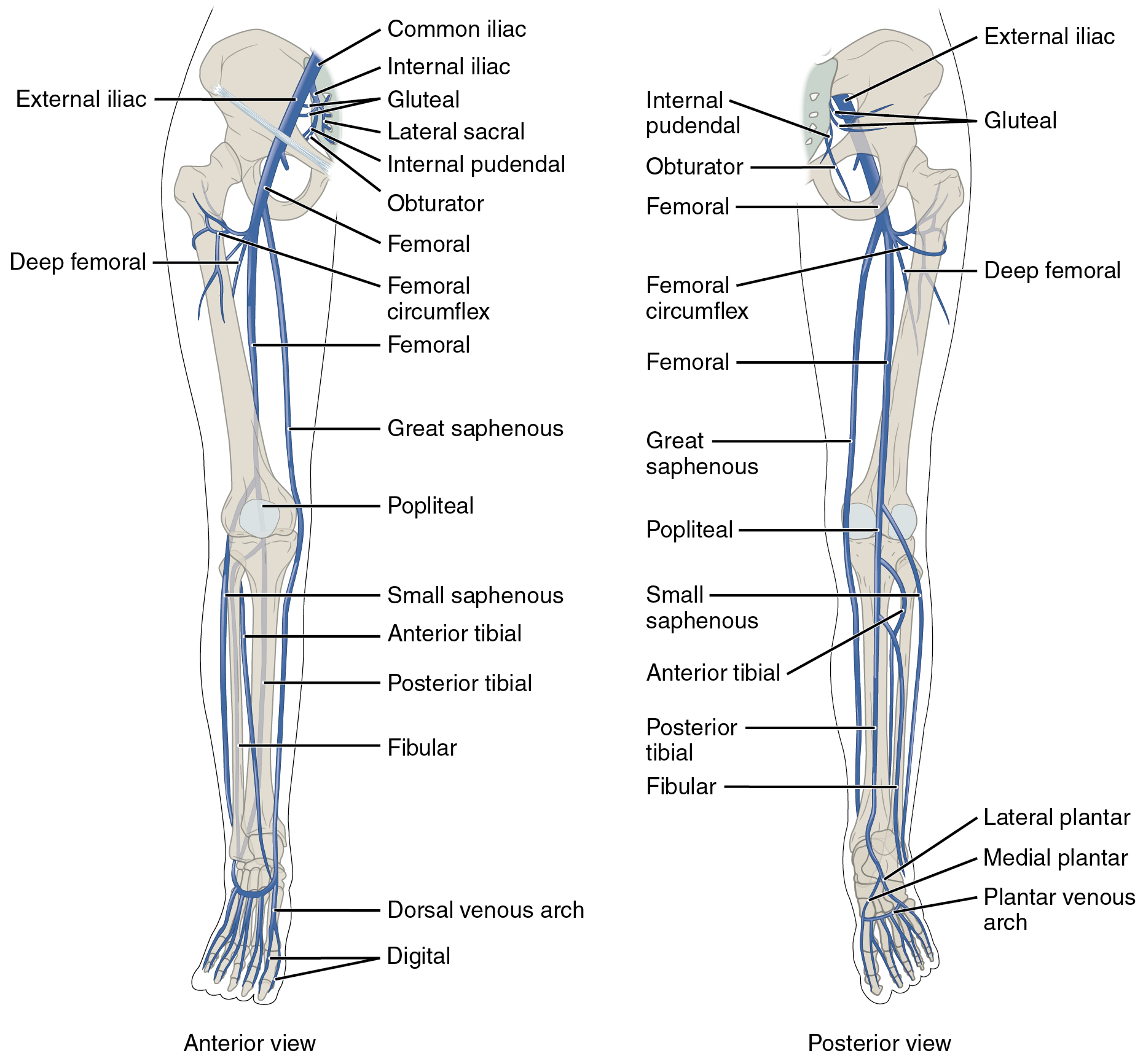
Żyły kończyny dolnej, widok z przodu i z tyłu.

Żyły głębokie (podpowięziowe) kończyny dolnej – w anatomii człowieka naczynia żylne tworzące sieć, położoną pod powięziami podudzia i uda, pomiędzy poszczególnymi grupami mięśniowymi. Żyły głębokie poniżej żyły podkolanowej występują w liczbie 2 lub 3, towarzyszą jednoimiennym tętnicom i objęte są wspólną pochewką naczyniową. Układ żył głębokich spełnia ważną rolę, ponieważ niemal 90% krwi odpływa drogą układu głębokiego. Ważną rolę we wspomaganiu tego procesu ma uciskanie naczyń przez kurczące się mięśnie (pompa mięśniowa) oraz ruchy w stawach obwodowych, głównie w stawie skokowym (pompa stawowa).
Żyły głębokie kończyny dolnej są wyposażone w liczne zastawki.
Najbardziej dystalną częścią układu są dwie żyły grzbietowe stopy (venae dorsales pedis), dwie żyły podeszwowe boczne (venae plantares laterales), a także dwie żyły podeszwowe przyśrodkowe (venae plantares mediales), które łączą się w podeszwowy łuk żylny. W obrębie stopy występują również dwie żyły podeszwowe śródstopia (venae metatarsales plantares).
Żyły stopy tworzą żyły goleni, który jest dystalnym odcinkiem układu żył głębokich kończyn dolnych.
- żyły piszczelowe przednie (venae tibiales anteriores)
- żyły piszczelowe tylne (venae tibiales posteriores)
- żyły strzałkowe (venae fibulares)
- żyły mięśnia płaszczkowatego
- żyły mięśni brzuchatych
- żyły głowy przyśrodkowej
- żyła międzybrzuścowa

Żyły piszczelowe przednie są przedłużeniem żył grzbietowych stopy. Żyły piszczelowe przednie, żyły piszczelowe tylne i żyły strzałkowe łącząc się przez trifurkację tworzą żyłę podkolanową, która w kanale Huntera przechodzi w żyłę udową. Następnie żyła udowa po połączeniu z żyłą głęboką uda przechodzi w żyłę udową wspólną. Na wysokości więzadła pachwinowego przechodzi ona w żyłę biodrową zewnętrzną.
Proksymalny odcinek układu żył głębokich kończyn dolnych:
- żyła podkolanowa (vena poplitea)
- żyła udowa (vena femoralis)
- żyła głęboka uda (vena femoralis profunda)
- żyła udowa wspólna
- żyła biodrowa zewnętrzna (vena illiaca interna)